# Ösophagusdivertikel

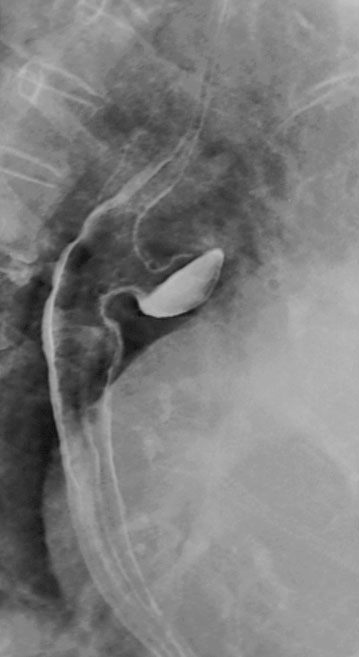
Pulsionsdivertikel des mittleren Ösophagus.

Das Ösophagusdivertikel und der Ösophaguspouch sind Ausstülpungen bzw. Erweiterungen (Divertikel) der Speiseröhre, die sich in unterschiedlichen Höhen derselben finden, unterschiedliche Ursachen und einen unterschiedlichen Krankheitswert haben. Man unterscheidet 
- Killian-Jamieson-Divertikel
- Zervikale ösophageale Pouches
- Traktions- und Pulsionsdivertikel des mittleren Ösophagus
- Barsony-Pseudodivertikel
- echte epiphrenische Divertikel

## Abgrenzung
Nicht zu den Ösophagusdivertikeln gehört das Zenker-Divertikel, welches sich im Pharynx befindet.
Die Intramurale Pseudodivertikulose des Ösophagus ist ein bei Entzündungen auftretendes Geschehen in der Speiseröhrenwand, welches in der Breischluckuntersuchung das Bild von vielen kleinen Ausstülpungen entstehen lässt, die jedoch nicht wirklichen Divertikeln entsprechen. Vielmehr handelt es sich um erweiterte Ausführungsgänge der Schleimdrüsen in der Speiseröhrenwand, die sich mit Kontrastmittel füllen. 

## Historische Literatur
- Reisinger: Über die operative Behandlung der Erweiterung des Ösophagus. In: Verhandlungen der deutschen Gesellschaft für Chirurgie. August Hirschwald, Berlin 1907, S. 86.